# Associazione Sportiva Dilettantistica Sant'Angelo
L'Associazione Sportiva Dilettantistica Sant'Angelo, meglio nota come Sant'Angelo, è una società calcistica italiana con sede nella città di Sant'Angelo Lodigiano, in provincia di Lodi. Milita in Serie D, la quarta divisione del campionato italiano.
La squadra fondata nel 1907 ha raggiunto come livello più alto la Serie C, terzo livello 
calcistico, nel quale conta una sola partecipazione. Ha disputato inoltre dieci campionati della terza serie nazionale, raggiungendo come miglior risultato un settimo posto.
La società è stata costituita nel 2014 dopo che l'Associazione Calcio Dilettantistica Sant'Angelo a seguito di 4 rinunce è stata esclusa dal campionato di Eccellenza Lombardia dove militava ed è stata fondata una nuova squadra col nome di A.C.D. Academy Sant'Angelo che è ripartita dalla Terza Categoria.
I suoi colori sociali sono il rosso e il nero. Gioca le partite di casa allo stadio Carlo Chiesa.

## Storia
La società nacque nel 1907 con denominazione Unione Sportiva Santangelina con colori sociali rosso e nero, successivamente, quando assunse denominazione di Sant'Angelo Sportiva dalla stagione di Terza Divisione 1933-1934 alla stagione di Promozione 1948-1949 adottò il bianco per poi tornare ai colori sociali originali dal campionato seguente.

Il Sant'Angelo della stagione 1974-1975, in campo a San Siro per un derby lombardo col.

I barasini si iscrissero alla F.I.G.C. disputando i primi campionati a livello regionale nel 1928, per poi arrivare a disputare la Serie C alla ripresa dei campionati dopo la seconda guerra mondiale e vi rimase per tre stagioni.
Successivamente, il Sant'Angelo Lodigiano per quasi 25 anni disputò campionati a livello dilettantistico seguiti da periodi di inattività.
Nella stagione di Serie D 1973-1974, il Sant'Angelo tornò gloriosamente in Serie C sotto la presidenza di Carlo Chiesa, al quale verrà poi intitolato lo stadio della città, permanendovi quattro stagioni consecutive.
Tra il 1978 e il 1984, i rossoneri disputarono in maniera altalenante la Serie C1 e vi rimasero per tre stagioni consecutive e la Serie C2 ove disputò tre campionati, l'ultimo nella stagione 1983-1984 per poi retrocedere nel Campionato Interregionale.
Dal 1985 ad oggi il Sant'Angelo ha disputato con regolarità campionati alternati tra Serie D e campionato di Eccellenza Lombarda senza affermazioni di rilievo.
Nella stagione 2012-2013, disputa il campionato di Serie D, retrocedendo matematicamente con cinque giornate di anticipo. L'anno successivo, durante il campionato di Eccellenza Lombardia 2013-2014, viene escluso e radiato dal girone A a causa di quattro rinunce.
Nella stagione successiva, la società barasina viene ricostituita con la denominazione di A.C.D. Academy Sant'Angelo e riparte dal girone A del campionato di Terza Categoria Lodigiana, vincendo tutte le partite disputate (26 su 26) ed il campionato con diverse giornate di anticipo.
Nell'estate successiva, la Nuova Acop Zelo Buon Persico, società di Prima Categoria, abbandona l'attività di prima squadra a causa della sopravvenuta inagibilità del proprio terreno di gioco: dopo lunghe procedure burocratiche, cinque consiglieri santangiolini rimpiazzano la controparte zelasca dimessasi in blocco e cambiano la denominazione in A.S.D. Sant'Angelo, presieduta da Matteo Marinoni, cambiando i colori sociali in rosso e nero e trasferendo la sede di gioco a Sant'Angelo Lodigiano. La formazione, guidata ancora da Alberto Palesi, riesce a vincere subito anche il campionato di Prima Categoria, al settimo minuto di recupero dell'ultima giornata, e torna così in Promozione. Dal canto suo l'Academy Sant'Angelo, il club nato nel 2014 e presieduto da Gino Cremascoli, dopo aver proseguito l'attività del settore giovanile per una stagione confluisce nell'A.S.D. Sant'Angelo.

## Colori, simboli e inno

### Colori
I colori sociali del Sant'Angelo sono il rosso e il nero che vengono riportati sulla prima divisa da gioco a strisce verticali. Oltre a queste due tinte la squadra ha adottato come colorazione il bianco dal 1933 al 1949.
Simbolo
Il simbolo del Club è una “S” che richiama l'iniziale del nome della società, oltre a questo nello stemma viene rappresentato anche l’arcangelo Michele, presente anche nell'emblema della città. Nel logo viene richiamata anche la frase latina “Nemo me impune lacessit”, ovvero “nessuno mi colpisce restando impunito”.
Inno
L’inno del Sant’Angelo è “Uniti per sempre”, è stato scritto nel 2024 da un gruppo di ragazzi, e viene riprodotto in ogni partita casalinga.

## Strutture

### Stadio

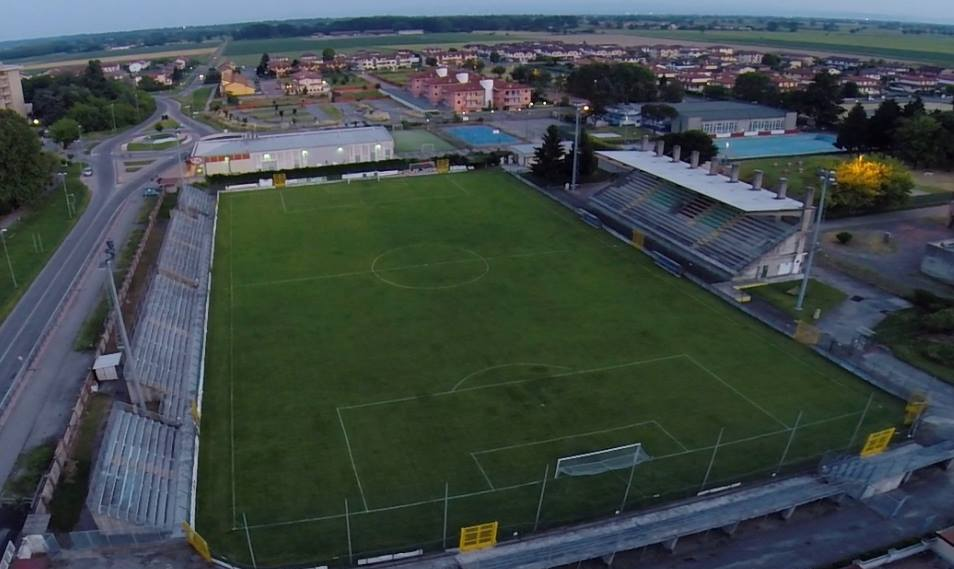
Lo stadio Carlo Chiesa.

Il Sant'Angelo gioca le partite di casa allo stadio Carlo Chiesa, costruito nel 1907, con una capienza di 4100 posti e il terreno in erba misurante 105x68 metri.
Per la partita contro il Monza del campionato di Serie C 1974-1975 la squadra rossonera ottenne il permesso di giocare l'incontro allo stadio Giuseppe Meazza di Milano, divenendo così la prima squadra dopo l'Inter e il Milan ad aver giocato una partita di casa a San Siro.

### Centro di allenamento
Il Sant'Angelo svolge i propri allenamenti presso il centro sportivo di Castiraga Vidardo.

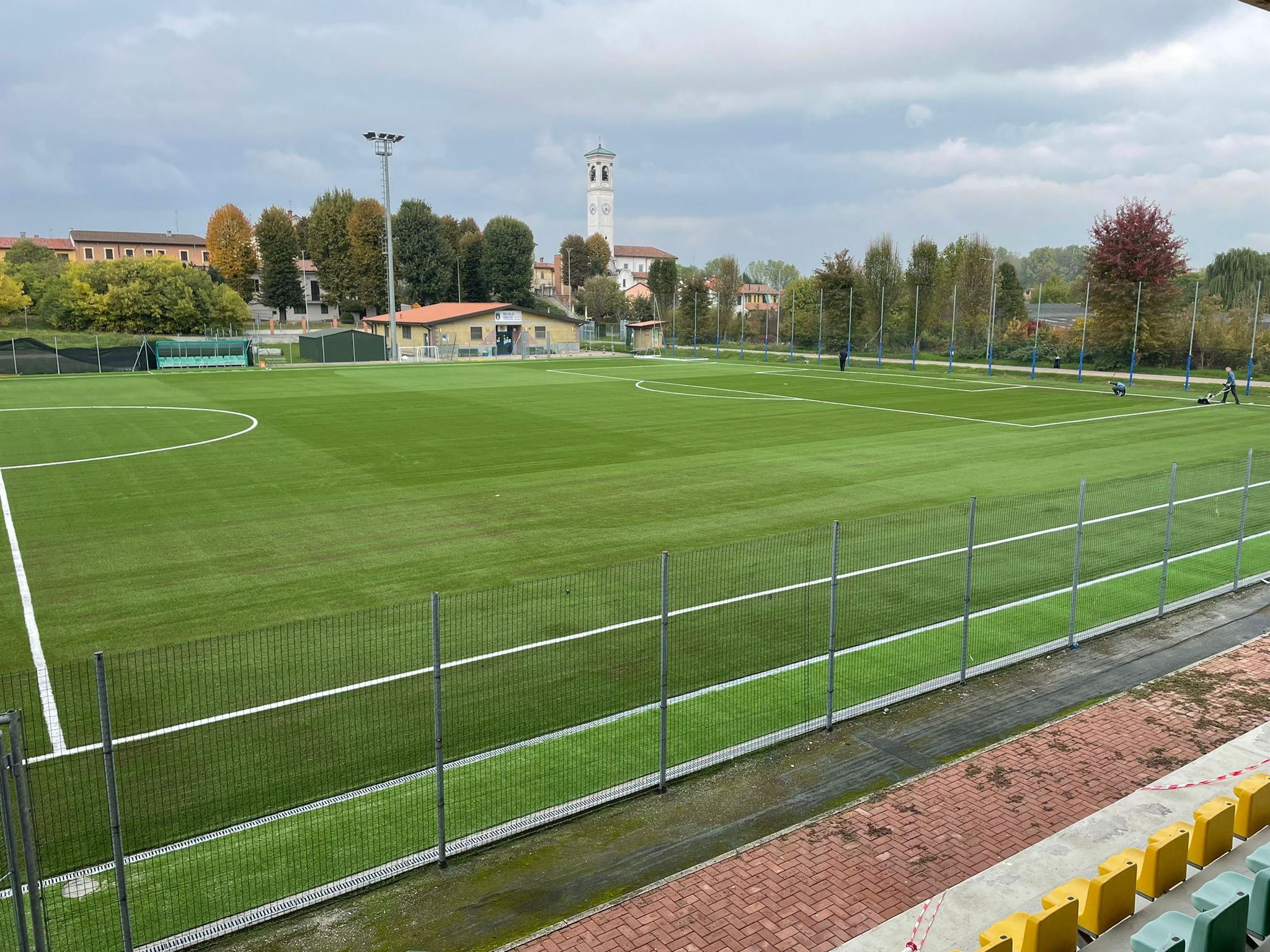
Il campo sportivo di Castiraga Vidardo

## Allenatori e presidenti
Gli allenatori e i presidenti del Sant'Angelo dall'anno della sua fondazione.
| Allenatori - 1907-1915 ... - 1915-1921 Inattivo - 1921-1941 ... - 1941-1943 Inattivo - 1943-1944 ... - 1944-1945 Inattivo - 1945-1950 ... - 1950-1951 Inattivo - 1951-1961 ... - 1961-1963 Inattivo - 1963-1972 ... - 1972-1974 Guerrino Rossi - 1974-1975 Guerrino Rossi Cesare Campagnoli Bertoni - 1975-1976 Romano Mattè - 1976-1977 Carlo Soldo - 1977-1978 Carlo Soldo Lorenzo Buffon - 1978-1980 Giancarlo Danova - 1980-1981 Emilio Zanotti - 1981-1982 Natalino Fossati Giovanni Ardemagni Stefano Angeleri - 1982-1983 Gesualdo Albanese Aristide Guarnieri Gesualdo Albanese - 1983-1984 Gesualdo Albanese - 1984-1985 Aristide Guarnieri - 1985-1986 Esposti - 1986-1987 Bolli Bicicli - 1987-1995 ... - 1995-1996 Paolo Daccò - 1996-1997 Paolo Daccò Giuseppe Giavardi - 1997-1998 Giuseppe Giavardi Marzio Buscaglia - 1998-1999 Marzio Buscaglia - 1999-2000 Marzio Buscaglia Claudio Nichetti Paolo Daccò Marzio Buscaglia - 2000-2001 Virginio Gandini - 2001-2002 Virginio Gandini Giuliano Ciravegna - 2002-2003 Maurizio Tassi Fabrizio Jotti Maurizio Tassi - 2003-2004 Claudio Nichetti Carlo Piraino Claudio Balesini Marco Cabrini - 2004-2005 Maurizio Tassi Mario Bersani - 2005-2006 Andrea Valle Marino Bracchi Mario Bersani Andrea Valle - 2006-2007 Paolo Daccò - 2007-2008 Paolo Daccò Sergio Toniato Gaspare Uzzardi - 2009-2010 Diego Dellagiovanna - 2010-2011 Giuseppe Degradi - 2011-2012 Umberto Cortelazzi - 2012-2013 Marco Falsettini - 2013-2014 Gianpaolo Chierico Umberto Cortelazzi - 2014-2016 Alberto Palesi - 2016-2017 Cristian Severgnini Maurizio Alghisi - 2017-2018 Flavio Chitti Raffaele Solimeno Diego Trabattoni - 2018-2019 Paolo Tanelli - 2019-2020 Pierpaolo Curti Manuele Domenicali - 2020-2021 Manuele Domenicali - 2021-2022 Roberto Gatti - 2022-2023 Alessio Pala Roberto Gatti - 2023-2024 Achille Mazzoleni Antonio Palo Vincenzo Scarpa - 2024-2025 Stefano Brognoli - 2025-2026 Roberto Gatti | Presidenti - 1907-1915 ... - 1915-1921 Inattivo - 1921-1941 ... - 1941-1943 Inattivo - 1943-1944 ... - 1944-1945 Inattivo - 1945-1950 ... - 1950-1951 Inattivo - 1951-1961 ... - 1961-1963 Inattivo - 1963-1972 ... - 1972-1976 Carlo Chiesa - 1976-1977 Italo Riccio - 1977-1980 Achille Bosia - 1980-1982 Giovanni Andreoni - 1982-1984 Giuseppe Arces - 1984-1991 ... - 1991-1995 Antonio Lampugnani - 1995-1996 Luigi Cremascoli - 1996-1997 Roberto Guzzeloni - 1997-1999 Luca Gaeli - 1999-2003 Giuseppe Pisati - 2003-2004 Pietro Gaeli - 2004-2006 Luca Meiani - 2006-2007 Luigi Cremascoli - 2007-2008 Davide Onorino Montini - 2008-2009 Davide Onorino Montini Giuseppe Roveda - 2009-2013 Giuseppe Roveda - 2013-2014 Simone Lucariello - 2014-2019 Luigi Cremascoli - 2019- Gennaro Balzano |

## Palmarès

### Competizioni interregionali
- Serie D: 1

1973-1974 (girone B)

### Competizioni regionali
- Eccellenza: 2

2011-2012 (girone C), 2021-2022 (girone B)
- Promozione: 4

1967-1968 (girone B), 1972-1973 (girone B), 1988-1989 (girone E), 2009-2010 (girone G)
- Prima Categoria: 1

2015-2016 (girone I)
- Seconda Categoria: 1

1964-1965 (girone H)

### Competizioni provinciali
- Terza Categoria: 2

1963-1964 (girone B), 2014-2015 (girone A)

### Competizioni giovanili
- Campionato Allievi Semiprofessionisti: 1

1970-1971

### Altri piazzamenti
- Serie C2:

Secondo posto: 1978-1979 (girone B)
- Serie D:

Terzo posto: 2000-2001 (girone B)
- Campionato Interregionale:

Terzo posto: 1984-1985 (girone C)
- Campionato Nazionale Dilettanti:

Secondo posto: 1998-1999 (girone A)
- Eccellenza:

Secondo posto: 1997-1998 (girone B), 2020-2021 (girone B)
Terzo posto: 1995-1996 (girone C)
- Promozione:

Secondo posto: 1953-1954 (girone E), 2018-2019 (girone E)
- Seconda Divisione:

Secondo posto: 1938-1939 (girone F)
- Coppa Italia Dilettanti:

Semifinalista: 1972-1973
- Coppa Italia Dilettanti Lombardia:

Finalista: 1995-1996
- Coppa Italia Promozione Lombardia:

Finalista: 2009-2010
Semifinalista: 2018-2019

## Statistiche e record

### Partecipazione ai campionati
| Livello | Categoria                       | Partecipazioni | Debutto   | Ultima stagione | Totale |
| ------- | ------------------------------- | -------------- | --------- | --------------- | ------ |
| 2º      | Seconda Divisione               | 1              | 1921-1922 | 1921-1922       | 1      |
| 3º      | Serie C                         | 7              | 1945-1946 | 1977-1978       | 10     |
| 3º      | Serie C1                        | 3              | 1979-1980 | 1981-1982       | 10     |
| 4º      | Serie C2                        | 3              | 1978-1979 | 1983-1984       | 6      |
| 4º      | Serie D                         | 4              | 2022-2023 | 2025-2026       | 6      |
| 5º      | Campionato Dilettanti           | 2              | 1957-1958 | 1958-1959       | 20     |
| 5º      | Promozione                      | 1              | 1948-1949 | 1948-1949       | 20     |
| 5º      | Campionato Interregionale       | 5              | 1984-1985 | 1990-1991       | 20     |
| 5º      | Campionato Nazionale Dilettanti | 1              | 1998-1999 | 1998-1999       | 20     |
| 5º      | Serie D                         | 10             | 1968-1969 | 2012-2013       | 20     |

### Partecipazione alle coppe
| Competizione                    | Partecipazioni | Debutto   | Ultima stagione | Totale |
| ------------------------------- | -------------- | --------- | --------------- | ------ |
| Coppa Italia Semiprofessionisti | 7              | 1974-1975 | 1980-1981       | 10     |
| Coppa Italia Serie C            | 3              | 1981-1982 | 1983-1984       | 10     |
| Coppa Italia Serie D            | 10             | 1999-2000 | 2025-2026       | 10     |

## Tifoseria
Il tifo organizzato barasino si identifica attualmente con il nome di Sant’Angelo Ultras, gruppo ultras che affonda le sue radici negli Ultras Sant'Angelo fondati nel 1976, storicamente il più numeroso e caldo della provincia di Lodi.

### Gemellaggi e rivalità
Gli ultras rossoneri hanno un antico gemellaggio con gli ultras della Cremonese.
Le principali rivalità si hanno con il Fanfulla (Derby del Lodigiano) e il Sancolombano (Derby del Lambro).
In ambito extra-provinciale, degne di nota le rivalità con le squadre cremasche, specialmente con la Pergolettese la cui tifoseria è storicamente gemellata con quella del Piacenza, acerrimo rivale della Cremonese e per estensione anche della compagine rossonera, e con il Pavia.